# The Adverts
A The Adverts rövid életű angol punkegyüttes volt. Mindössze négy évig működtek, 1976-tól 1979-ig. Ennek ellenére nagy hatású zenekarnak számítanak.
Tagok: Tim „TV” Smith, Gaye Black, Howard Boak, Laurie Muscat, John Towe, Rod Latter, Tim Cross, Paul Martinez és Rick Martinez.
A The Virgin Encyclopedia of 70s Music az "első női punk sztárnak" írta le Gaye Advert (Gaye Black) basszusgitárost. A zenekar leghíresebb dalának a "Gary Gilmore's Eyes" számít, amely felkerült az angol Top 20-as slágerlistára is. A dal az együttes első, Crossing the Red Sea with the Adverts című albumán hallható.
1976-ban alakultak meg Londonban. Az alapító tagok Tim Smith és Gaye Black házaspár voltak. Felfogadták Howard Boak-ot és Laurie Muscat-ot, és ezzel megalakult az Adverts. Többször játszottak a londoni The Roxy klubban, szám szerint kilencszer. Pályafutásuk alatt két nagylemezt jelentettek meg. A legelső bekerült az 1001 lemez, amit hallanod kell, mielőtt meghalsz című könyvbe.
1979-ben feloszlottak, miután a menedzserük áramütés miatt meghalt. TV Smith később saját együtteseket alapított, majd szólókarrierbe kezdett.

## Diszkográfia
- Crossing the Red Sea with the Adverts (1978)
- Cast of Thousands (1979)